# Amtsgericht Stendal

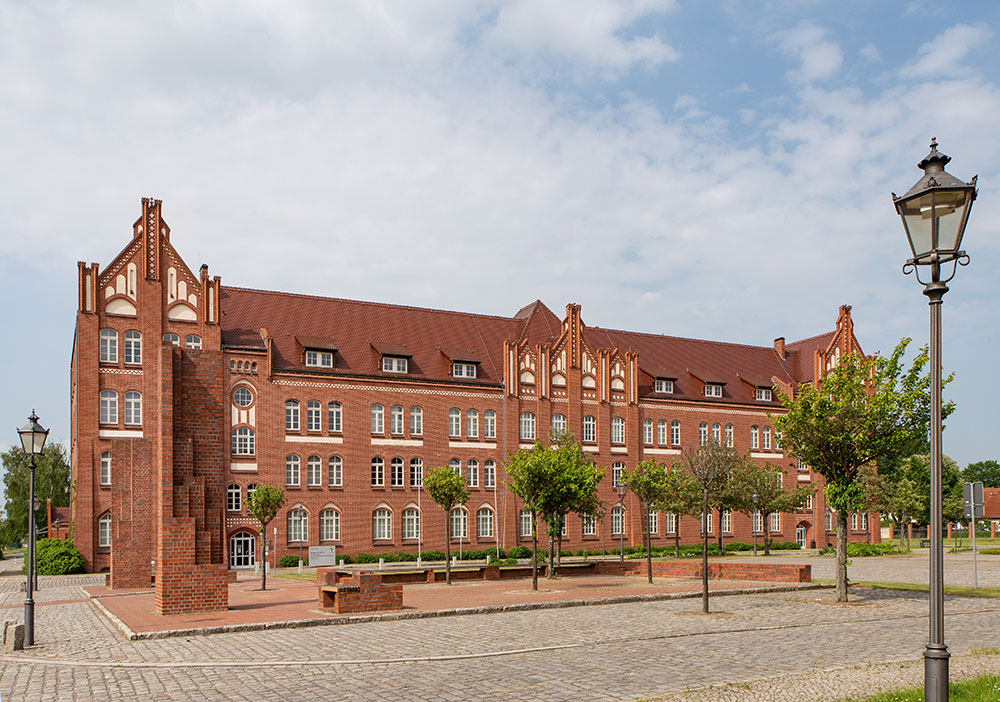
Gerichtsgebäude Scharnhorststraße 40 (2018)

Das Amtsgericht Stendal ist eines von 25 Amtsgerichten in Sachsen-Anhalt. Es hat seinen Sitz in Stendal. Der Gerichtsbezirk entspricht dem Landkreis Stendal. Die Handels-, Genossenschafts- und Partnerschaftsregister des Landes Sachsen-Anhalt werden seit dem 1. Oktober 2006 zentral bei diesem Gericht geführt.

## Geschichte
Von 1849 bis 1879 bestand in Stendal das Kreisgericht Stendal im Sprengel des Appellationsgerichtes Magdeburg. Im Rahmen der Reichsjustizgesetze wurden 1879 reichsweit einheitlich Oberlandes-, Land- und Amtsgerichte gebildet. Das königlich preußische Amtsgericht Stendal wurde mit Wirkung zum 1. Oktober 1879 als eines von 15 Amtsgerichten im Bezirk des Landgerichtes Stendal im Bezirk des Oberlandesgerichtes Naumburg gebildet. Der Sitz des Gerichtes war die Stadt Stendal. Sein Gerichtsbezirk umfasste den Landkreis Stendal ohne die Teile, die den Amtsgerichten Bismarck und Tangermünde zugeordnet waren. Am Gericht bestanden 1880 drei Richterstellen. Das Amtsgericht war damit ein großes Amtsgericht im Landgerichtsbezirk. Gerichtstage wurden in Väthen gehalten. Es war auch Elbzollgericht.
In der DDR wurden 1952 die Amtsgerichte aufgehoben und einheitlich Kreisgerichte gebildet. Stendal kam zum Kreis Stendal, entsprechend entstand das Kreisgericht Stendal im Bezirk des Bezirksgerichtes Magdeburg. Mit dem Gerichtsorganisationsgesetz von Sachsen-Anhalt wurde das Kreisgericht 1992 aufgehoben und erneut ein Amtsgericht Stendal gebildet und erneut dem Landgericht Stendal zugeordnet.

## Gerichtsgebäude
Das Amtsgericht hat seinen Sitz im Justizzentrum Albrecht der Bär, der früheren Kaserne „Albrecht der Bär“, und hat die Adresse Scharnhorststraße 40. Das Gerichtsgebäude steht unter Denkmalschutz.